# 극장판 SPEC~클로즈~
《극장판 SPEC~클로즈~》(일본어: 劇場版 SPEC〜結〜)는 2013년 11월에 일본에서 개봉된 일본 영화이다. 《전편(漸ノ篇 젠노헨[*])》·《후편(爻ノ篇 코노헨[*])》으로, 전편은 11월 1일, 후편은 11월 29일에 개봉되었다. TBS의 텔레비전 드라마 《SPEC~경시청 공안부 공안 제5과 미상 사건 특별 대책계 사건부~》의 극장판으로, 전작의 영화로 흥행 수입 23.9억 엔을 기록한 《극장판 SPEC~천~》에 계속되는 작품이며, 시리즈의 완결편이다.
개봉 전 10월 23일에는, SPEC 시리즈의 스핀오프 작품 《SPEC~제로~》가 스페셜 드라마로 방송되었다.

## 캐스트
- 토마 사야 - 토다 에리카
- 세부미 타케루 - 카세 료
- 요시카와 - 키타무라 카즈키
- 아오이케 사토코 - 쿠리야마 치아키
- 카시이 유우
- 마사키 미야비 - 아리무라 카스미
- 후쿠다 켄타로 - KENCHI (EXILE)
- 히데키.T - 엔도 켄이치
- 마담 얀&인 - 아사노 유코
- 니노마에 쥬이치 - 카미키 류노스케
- 시무라 미레이 - 후쿠다 사키
- 치이 사토시 - 시로타 유
- 레이센 토시아키 - 타나카 테츠시
- 운노 료타 - 야스다 켄
- 한국어를 말하는 요인 여성 - 이나영 (우정 출연)
- 사토리 - 마노 에리나
- 바나나 의사 - 와타나베 잇케이
- 미야노 타마키 - 미우라 타카히로
- 바바 카오루 - 오카다 코키
- 사카하마 아유무 - 마츠자와 카즈유키
- 이노마다 소지 - 사이네이 류지
- 세카이 - 무카이 오사무
- 흰 여자/아오이케 준(성인) - 오오시마 유코 (AKB48)
- 히미코 - 키타오오지 킨야 (특별 출연)
- 노노무라 코타로 - 류 라이타

## 스태프
- 감독 - 츠츠미 유키히코
- 각본 - 니시오기 유미에
- 주제가 - THE RiCECOOKERS (Anchor Records)
  - 전편 - 〈audioletter acoustic ver.〉
  - 후편 - 〈audioletter〉
- 삽입곡 - 사노 모토하루 〈그녀〉
- 음악 - 시부야 케이치로, 가브리엘 로베르토
- 이그제큐티브 프로듀서 - 하마나 카즈야
- 프로듀서 - 우에다 히로키, 이마이 나츠키
- 배급 - 토호